# Chasiquense
El Chasiquense o SALMA Chasiquense (del  inglés South American land mammal ages) es una edad mamífero de América del Sur, división establecida para definir una escala geológica de tiempo para la fauna de mamíferos sudamericanos. Su límite inferior se sitúa en los 10 Ma, mientras que su límite superior se ubica en los 9 Ma.
Corresponde al Mioceno tardío más temprano. 
La localidad tipo se refiere a las barrancas del arroyo Chasicó, ubicado en el sudoeste de la provincia de Buenos Aires, en el centro de la Argentina. Se encuentra próximo a la localidad de Chasicó y a la laguna de Chasicó. Los sedimentos corresponden a la «formación Arroyo Chasicó».
Ha sido tradicionalmente dividida en dos miembros: 
- el Miembro Vivero, distribuido en la parte inferior de las barrancas del arroyo Chasicó
- el Miembro Las Barrancas, ubicado por encima del anterior.

Modernamente no fue avalada esta separación, describiéndose al mismo tiempo 4 litofacies para dicha formación.
Cronológicamente, se ha datado escorias de la «formación Arroyo Chasicó», arrojando una edad próxima a los 10 Ma (9.23 ± 0.09 Ma).
Entre el elenco de mamíferos típicos del Chasiquense destacan los perezosos terrestres: Protomegalonyx chasicoensis, Anisodontherium halmyronomum, Xyophorus bondesioi, Chasicobradys intermedius, y Octomylodon robertoscagliai.
Entre los géneros del orden Notoungulata de edad mamífero Chasiquense se encuentra: Chasicotherium (Homalodotheriidae).

## Sucesión de las edades mamífero de América del Sur
| Predecesor: Mayoense | Chasiquense Edades mamífero de América del Sur | Sucesor: Huayqueriense |